# Герб Подольска
Герб Подо́льска — один из официальных символов города Подольск Московской области.

## История

### В Российской Империи
Первый герб был жалован Подольску (тогда Подолу) 20 декабря 1781 года приказом Екатерины II Описание герба гласило: «Два золотые, употребляемые каменотесами инструмента в знак того, что жители сим промыслом набогащаются».
16 марта 1883 года Подольск получает новый герб, разработанный Борисом Кёне: «В лазуревом щите две накрест положенные серебряные кирки. В вольной части — герб Московский. Щит увенчан серебряной башенной короною о трех зубцах. За щитом два накрест положенных золотых молотка, соединенных Александровской лентою».

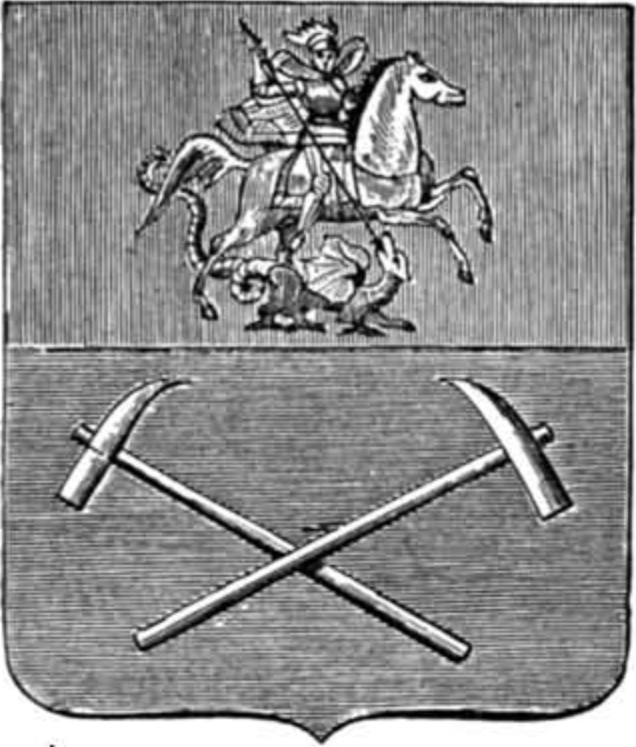
Герб утвержденный в 1781 году
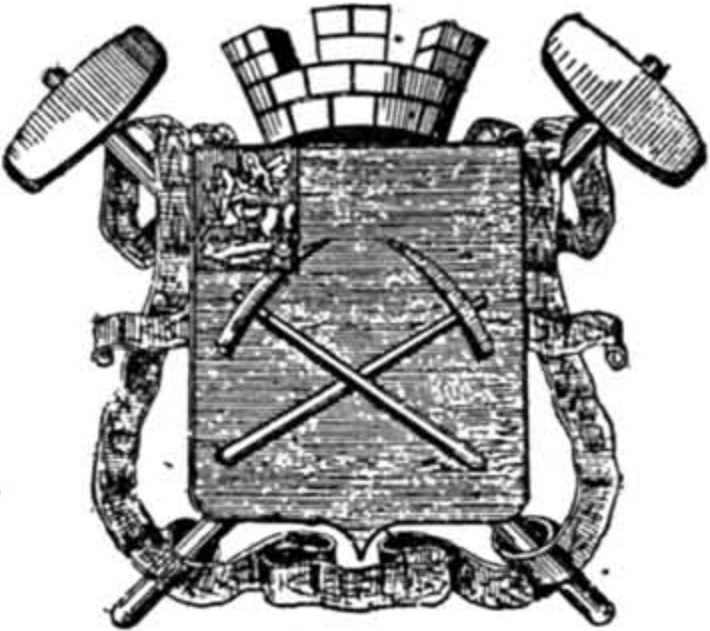
Герб утвержденный в 1883 году

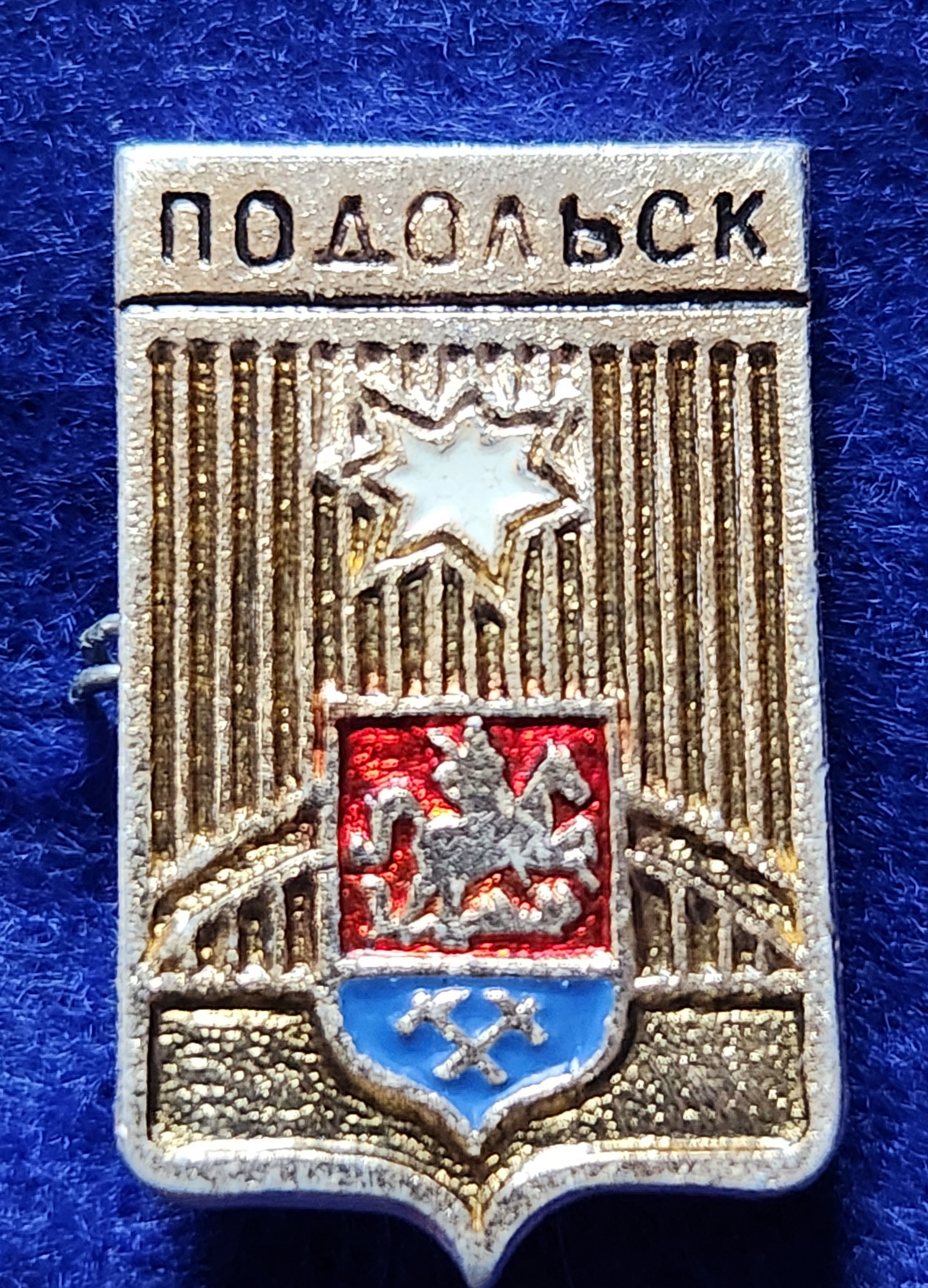
Подольск герб значок

### В советское время
6 марта 1970 Подольским городским советом депутатов был принят новый вариант герба: «Форма герба — геральдический щит. Обрамление герба — рама с зелёным полем, символизирующая природное окружение города — поля и леса. Поле герба — титан, металл эпохи, символизирующий век научно-технической революции. Верхняя часть поля герба имеет каннелюры, вертикальный взлет, которые символизируют город, устремленный в будущее. На фоне каннелюр располагается символ тепловой энергии, говорящий о размещении в городе уникальных предприятий, работающих в области получения энергии и передачи её на расстояние. В нижней части поля размещается исторический герб города, символ которого — защита Отечества — говорит о вкладе города и его участии в борьбе за независимость Родины. Голубое поле с кирками говорит о возникновении города на переправе через реку Пахру и первой промышленности города на карьерах. Силуэт моста через реку Пахру, построенного в 1932 году, символизирует начало советского индустриального Подольска».

### В Российской Федерации
26 марта 1996 городская Дума Подольска приняла новый вариант герба, восстанавливающий досоветский вариант: «Щит пересеченный. В верхнем червленом поле всадник в серебряном одеянии и шлеме, в голубой приволоке на серебряном же коне с червленой, окантованной золотом попоной поражает копьем золотого дракона с зелеными крыльями. В нижнем лазоревом поле два золотых с длинными рукоятками молотка (кирки), положенных косым крестом».

## Описание
Действующий герб Подольска утверждён 24 декабря 2004 года решением № 30/17 городского Совета депутатов (2-го созыва) и перерегистрирован 30 июня 2006 года. За основу герба взят исторический герб, Высочайше утверждённый 20 декабря 1781 года. В лазуревом (синем, голубом) щите две накрест положенные золотые кирки. В вольной части — герб Московской области. Герб внесён в Государственный геральдический регистр под № 1801.
Герб может воспроизводиться в двух равно допустимых версиях: без вольной части; с вольной частью — четырёхугольником, примыкающим изнутри к верхнему краю герба муниципального образования «городской округ Подольск Московской области» с воспроизведёнными в нём фигурами герба Московской области. Герб Подольска также может быть исполнен в торжественном изображении с использованием внешних украшений в виде орденской ленты ордена Трудового Красного Знамени, полученного городским округом Подольск 18 января 1971 года согласно указу Президиума Верховного Совета СССР, и статусной короны в виде пятизубца, определяющей статус города — «городской округ».
Предметы и цвета на гербе Подольска символизируют следующее:
- Кирки — промышленную направленность и исторический вид деятельности жителей города.
- Золото — символ прочности, силы, справедливости и самостоятельности.
- Лазурь (синий, голубой) — символ чести, искренности, добродетели.
- Красный — символ принадлежности к Московской области и утверждающий торжество труда, мужества, силы жизни[5].